# Feira da Mata
Feira da Mata es un municipio brasileño del estado* de Bahía. Su población estimada en 2004 era de 6.180 habitantes.

## Historia
Los primitivos habitantes de la región fueron los indios caiapós. Manuel Nunes Viana expulsó los indios y se estableció en el lugar.
Las famosas ferias de las frutas organizadas por los miembros de la familia Del bosque dieron el nombre al municipio y hasta hoy ostenta el nombre de esa noble casa de Portugal.
La emancipación política del municipio se dio en 1989, cuando se separó de Carinhanha.

## Geografía
- Vegetación nativa: Vegetación Estacional Decidual
- Unidades Geomorfológicas: Depresión del São Francisco y Áreas inundables y Terrazas Aluviales.

### Carreteras
- BR-030
- BR-135